# Православ
Православ е село в Южна България. То се намира в община Братя Даскалови, област Стара Загора.

## География
Селото се намира в полите на Средногорието, заобиколено от красива природа. Отстои на около 5 км източно от гр. Брезово и на около 3 км западно от с. Верен. Заобиколено е от десет могили и възвишения със следните наименования: Байлъка (399 м), Градището, Корията, Кокарджа, Могилата, Свети Георги, Габрака, Бекчийница, Гергьовден и Чобенски лозя.

## История
Името на селото до 1906 година е Мисилими, а до 1934 година Православен.
За написване история на селото, в началото на 60-те години на XX век са съставени три комисии:
Първа – История на първите жители и основаване на селото.
Втора – История на първото училище, читалището и черквата.
Трета – История за основаване и развитие на ТКЗС.
Първата комисия се ръководи от учителя Станчо Ив. Чирпъков. Целта на комисията е да се събере информация за възникване на селото. Разпитани са много възрастни хора, които по спомени и предания от своите родители, деди и прадеди, дават ценна информация. Не са намерени обаче никакви паметници, дати и летописи, защото през годините на османско владичество повечето от хората са били неграмотни.
Преди столетия, през ранни години на османското владичество, всичко тук в землището на селото е било гъста дъбова и брястова гора.
Първото селище е било на местността Юрта, някъде към Дядо Мариновото геранче-едноверци християни, без примес на турци-мохамедани. Занимавали се предимно със скотовъдство и малко земеделие. Нарекли са селището Мисилими, което значи едноверец.
По-късно в годините възниква и източната махала, наречена Мисилимджик, което значи едноверче, православенче. Около 12 семейства напускат Балджаларе(село Медово) и са се преселили някъде северно от Бахчевановата чешма или южно(днешна Пенчовица). След много години цели семейства и родове започват да се преселват на юг-за по-хубави места, някъде край Пашкулевите и Славовските родове.
Западната махала-Мисилими, като забелязали постепенното преселване на източната махала, си дали сметка че ще завладеят хубавите места. Започват и те къща по къща, род след род да се преселват на юг, където са днес родовете Каразлатанови и Боеиванови.
От написаното дотук следва да се каже, че селото е образувано в ранно османско владичество и че тук не е живял турчин-мохамеданин, всички са били една вяра-християни, т.е.едноверци.
И действително историята ни учи че през османско владичество много български семейства за да се спасят от турските зулуми, от аги, паши и кърсердари, са напускали старите си селища и са се установявали на други места, където няма турци.
С течение на годините всички семейства от западната и източната махала се преместват на юг и заемат днешната територия на селото. До 1906 г. то се нарича Мисилими, след което е преименувано на Православен, а през 1934 г. то става Православ, което име се запазва и до днес.

## Културни и природни забележителности
- Мраморното езеро – намира се на мястото на бившата мраморна кариера на източния склон на могилата Байлъка.
- Читалище „Просвета“ с библиотечен фонд от над 17000 тома литература.
- Църква „Успение Богородично“, построена 1858 г.
- Ловна хижа.

## Редовни събития
Съборът на селото се провежда всяка година през събота и неделя в последната седмица на октомври.

## Личности
- Д-р Минчо Димов (1925 – 1975), главен лекар на Старозагорска окръжна болница.
- Христо Желязков (1934 – 2009), художник, реставратор и учител.
- Станчо Иванов Чирпъков – дългогодишен учител, общественик, певец и четец в черквата на селото.
- Поп Харитон (светско име Христо) – последовател на Паисий Хилендарски, направил три преправки на История славянобългарска.
- Георги Д. Карагеоргиев (1886 – 1923), виден деец на БЗНС, един от ръководителите на Септемврийското антифашистко въстание в Чирпанския край.

## Религии
Населението на селото изцяло изповядва източноправославна християнска религия.
Църквата „Успение Богородично“ е построена през 1858 година с доброволния труд и даренията на хората от селото. Това се вижда от мраморната плоча намираща се в олтара, на която са написани имената на дарителите на църквата. През 1928 година по време на Чирпанското земетресение, камбанарията на църквата е разрушена и още не е възстановена. Храмът е в добро състояние и е паметник на културата. Поради липса на свещеник в него не се извършват църковни ритуали, но се отваря за големите християнски празници.